# Lancashire County Cricket Club

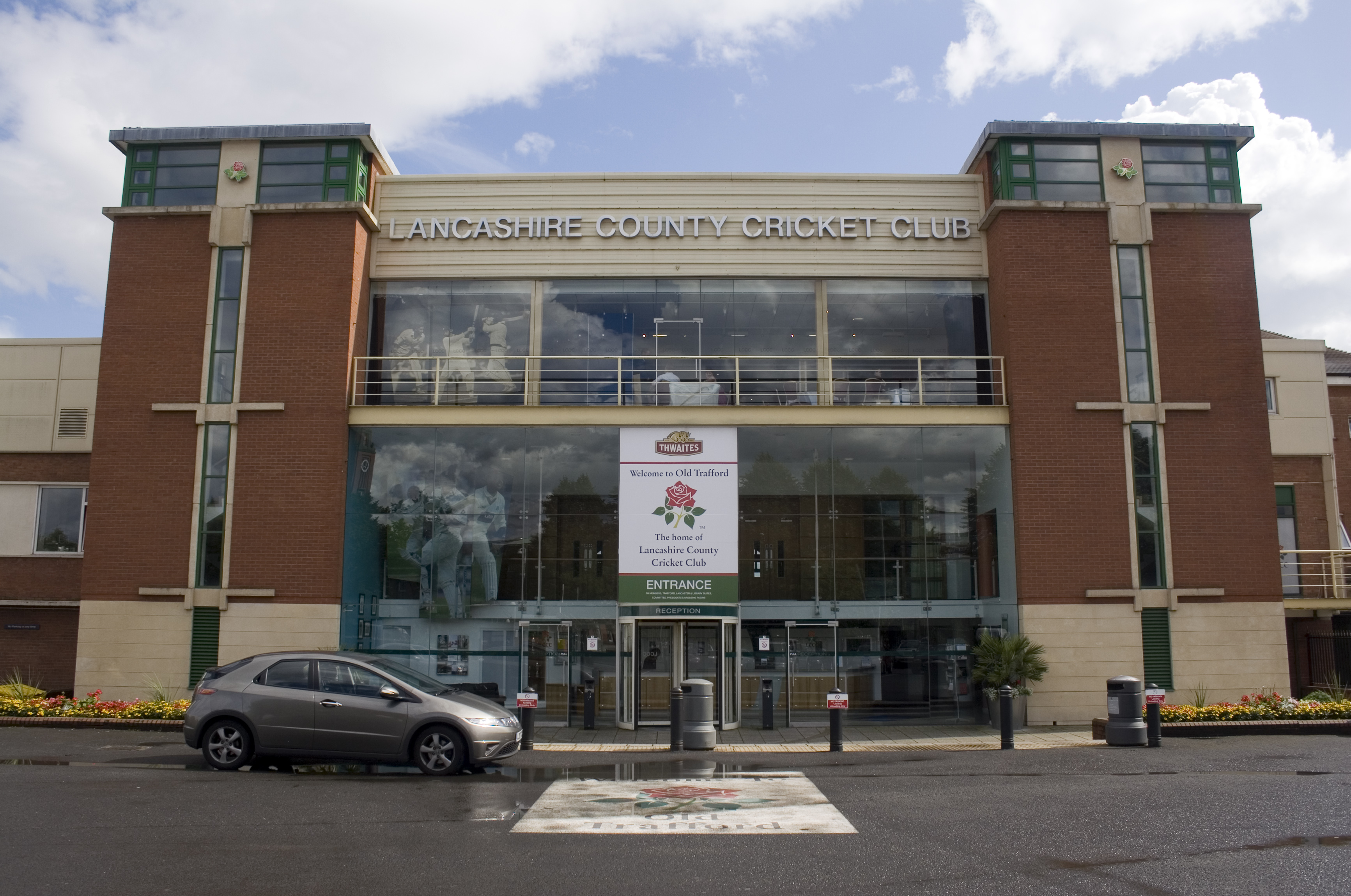
Entrée principale d'Old Trafford.

Le Lancashire County Cricket Club, qui représente le comté traditionnel du Lancashire, est un des dix-huit clubs anglais majeurs qui participent aux compétitions nationales anglaises. L'équipe première porte le surnom de Lancashire Lightning pour les matchs à nombre limité de séries. Elle est basée à l'Old Trafford Cricket Ground, à Manchester. Fondé en 1864 et succédant au Manchester Cricket Club, le Lancashire County Cricket Club a joué son match de première classe d’inauguration, gagnant contre Middlesex en 1865.

## Palmarès
- County Championship (7) : 1897, 1904, 1926, 1927, 1928, 1930, 1934, 2011 ; titre partagé (1) : 1950.
- Gillette Cup, NatWest Trophy, C&G Trophy, Friends Provident Trophy (7) : 1970, 1971,  1972, 1975, 1990, 1996, 1998.

## Records
- Johnny Brigs a été le premier joueur à marquer 10 000 courses pour le Lancashire County Cricket Club.
- Le joueur Archie MacLaren a marqué 424 courses en une manche pour le club en 1895. Ce record n'a jamais été battu depuis cette date par un homme anglais dans le cricket de première classe.
- Lancashire County Cricket Club a gagné The County Championship 5 fois entre 1926 et 1934.

## Joueurs célèbres
- James Anderson
- Wasim Akram
- Ian Chappell
- Andrew Flintoff
- Sourav Ganguly
- Muttiah Muralitharan
- Andrew Symonds